# كريستيان هارتمان
كريستيان هارتمان (بالنرويجية البوكمول: Christian Hartmann)‏ هو موسيقي وعازف بيانو وملحن نرويجي، ولد في 3 يونيو 1910 في أسكر في النرويج، وتوفي في 29 مايو 1985 في أوسلو في النرويج.

## وصلات خارجية
- كريستيان هارتمان على موقع IMDb (الإنجليزية)
- كريستيان هارتمان على موقع ميوزك برينز (الإنجليزية)